# Janovický potok
Janovický potok är ett vattendrag i Tjeckien. Det ligger i den centrala delen av landet, 50 km söder om huvudstaden Prag.